# Monte Santo Tomás
Monte Santo Tomás es el nombre que recibe un estrato volcán en la parte septrentrional del país asiático de Filipinas.
El monte Santo Tomás se encuentra en el término municipal de Tuba, Benguet cerca de la ciudad de Baguio. El Santo Tomás como un estratovolcán posee numerosas chimeneas volcánicas y fisuras.
Se eleva hasta los 2.260 metros (7.410 pies). El Instituto Filipino de Vulcanología y Sismología (PHIVOLCS) clasifica al monte Santo Tomás como inactivo.